# Never Mind the Bollocks/Spunk
Uzasadnienie: Reedycja nie jest odrębnym albumem, liczne albumy, zwłaszcza te analogowe, są wznawiane i remasterowane, nieraz w dziesiątkach wersji 
Never Mind the Bollocks/Spunk – reedycja debiutanckiego album zespołu Sex Pistols Never Mind the Bollocks, Here’s the Sex Pistols rozszerzona o dodatkowe nagrania pochodzące z bootlegu Spunk (materiał zawierający próbne sesje nagraniowe z lat 1976–1977).

## Lista utworów

### CD 1
1. „Holidays in the Sun” - 3:19
2. „Bodies” - 3:01
3. „No Feelings” - 2:48
4. „Liar” - 2:39
5. „Problems” - 4:09
6. „God Save the Queen” - 4:06
7. „Seventeen” - 2:01
8. „Anarchy in the U.K.” - 3:31
9. „Submission” - 4:10
10. „Pretty Vacant” - 3:15
11. „New York” - 3:03
12. „E.M.I.” - 3:09

- Utwory 1-12: album Never Mind the Bollocks, Here’s the Sex Pistols.

Skład:
- Johnny Rotten – wokal
- Steve Jones – gitara, gitara basowa, wokal
- Glen Matlock – gitara basowa („Anarchy in the U.K.”)
- Sid Vicious – gitara basowa („Bodies”)
- Paul Cook – perkusja

### CD 2
1. „Seventeen” - 2:09
2. „Satellite” - 4:10
3. „Feelings” - 2:52
4. „Just Me” - 3:11
5. „Submission” - 4:17
6. „Nookie” - 4:08
7. „No Future” - 3:37
8. „Problems” - 4:19
9. „Lots of Fun” - 3:09
10. „Liar” - 2:44
11. „Who Was It?” - 3:15
12. „New York (Looking for a Kiss)” - 3:08
13. „Problems” - 3:36
14. „No Feelings” - 2:42
15. „Pretty Vacant” - 2:46
16. „Submission” - 4:08
17. „No Feelings” - 2:47
18. „E.M.I.” - 3:14
19. „Satellite” - 4:00
20. „Seventeen” - 2:05
21. „Anarchy in the U.K.” - 3:58

- Utwory 1-5: sesja z Dave’em Goodmanem, Denmark Studio, lipiec 1976
- Utwór 6: sesja z Dave’em Goodmanem, Wessex Studios, październik 1976
- Utwory 7-12: sesja z Dave’em Goodmanem, Gooseberry Studios, styczeń 1977
- Utwory 13-15: sesja z Chrisem Speedingiem, Majestic Studios, maj 1976
- Utwory 16-20: sesja „Never Mind the Bollocks” z Chrisem Thomasem, Wessex Studios, lato 1977
- Utwór 21: sesja z Dave’em Goodmanem, Denmark Studio, lipiec 1976

Skład:
- Johnny Rotten – wokal
- Steve Jones – gitara, wokal
- Glen Matlock – gitara basowa, wokal
- Paul Cook – perkusja